# Херберт, Мэттью
Мэттью Херберт (англ. Matthew Herbert; род. 1972) — британский композитор, диджей и музыкальный продюсер, один из самых влиятельных электронных музыкантов современности. Также известен под псевдонимами Herbert, Doctor Rockit, Radio Boy, Wishmountain, Best Boy Electric, Mr. Vertigo, The Music Man и Mumblin' Jim. Является руководителем The Matthew Herbert Big Band. Был участником проектов Fogcity, Transformer, DJ Boom и DJs Collapse. Его авангардные электронные работы, навеянные приёмами конкретной музыки, помогли сформировать музыкальное направление микрохаус.

## Карьера
Мэттью выпускает свою музыку под массой псевдонимов. По его мнению, их обилие служит высокой цели — сбить с толку публику и не допустить такого положения дел, чтобы потребитель ориентировался на хорошо известное и раскрученное имя. Качество музыки должно быть единственным мотивом её приобретения, править бал должны достоинства продукта — этот идеал Мэттью называет словом меритократия.
Самых известных и раскрученных псевдонимов у Мэттью три: Herbert — прямолинейный, хотя и не лишённый некоторой минималистичности хаус, иногда с вокалом; Dr.Rockit — электро с большим количеством синтезаторных клавишных и с оттенками джаза; Wishmountain — ритмичная и вполне танцевальная музыка, сделанная из сугубо немузыкальных звуков.
Первую свою пластинку Мэттью выпустил под псевдонимом Mumblin' Jim в 1994 году на лейбле t: me. После этого у него поменялось множество вымышленных имён, также, как и звукозаписывающих компаний.

### Wishmountain (1992—1997)
Псевдоним родился в 1992 году в Exeter University. Именно здесь Мэттью посещают идеи о соотношении музыки со звуками окружающей среды, и он начинает их усиленно коллекционировать. После встречи с Томом Мидлтоном и Марком Причардом (основатели Global Communication), Мэттью определяется с направлением в своём творчестве. В 1996 под этим псевдонимом выходит первый EP Radio, записанный на лейбле Evolution / Universal Language Productions Ltd. Впоследствии большинство релизов Wishmountain было выпущено лейблом Antiphon.
Живые выступления — неотъемлемая часть этого проекта. В процессе исполнения Мэттью пытается раскрыть сущность того или иного трека, сделать так, чтобы аудитория начала реагировать. Так, в 1995, выступая в Глазго, он умудрился удерживать внимание тысячной публики, используя лишь пакет чипсов. Впоследствии, его выступления становятся все более театрализированными: Wishmountain становится персонажем с собственным гардеробом, антуражем. Пакет чипсов заменяется целым набором кухонных принадлежностей: бутылки, вилки, тарелки, чайные кружки.
Выступая на протяжении двух лет в разных странах мира, Мэттью насыщается созданным шоу и решает закрыть проект.
Треки, выпущенные под этим псевдонимом, всегда состоят из восьми звуков, взятых из одного источника; источник этих звуков указан непосредственно в названии той или иной композиции.

### Doctor Rockit (1995—2004)
Первые релизы Doctor Rockit состоялись на лейбле Clear, влиятельной в середине 1990-х годов звукозаписывающей компании, которая находилась вне клубного движения, больше приверженная жанру электро и околоджазовой электронной музыке. То, что сначала обозначилось, как электро-проект, вскоре переросло в нечто более веское: Мэттью попытался взять элементы конкретной музыки из проекта Wishmountain и добавить более непринуждённые, но «сырые» свинговые начала.
Проект обрёл популярность непосредственно после выступлений в Германии c лейблом Патрика Пулзингера Cheap Records в 1996 году. В 1997 в свет вышел полноценный релиз The Music of Sound на том же Clear. Композиции в альбоме содержат семплы окружающих звуков из детства Мэттью (The Walk, Runner on Hastings beach), а также шум, записанный в ресторанах и гостиницах, посещённых им в Австрии вместе с Пулзингером в тот период (Motel Rhythm и Café Beograd).
Следующий релиз Indoor Fireworks был выпущен на собственном лейбле Мэттью Lifelike в 2000 году. Альбом продолжил тематику «отражения повседневности». Здесь слышны и семплы с празднования Нового года в Барселоне (Welcome), и звуки работы мотора старой отцовской машины, и сиднейских светофоров (Metro).
Doctor Rockit обозначил свой уход выпуском компиляции The Unnecessary History of Doctor Rockit на собственном лейбле Accidental Records в 2004 году. В релизе были собраны композиции, начиная с ранних EP, выпущенных на Clear, заканчивая последним синглом на Lifelike. Решение закрыть проект Мэттью принял, когда осознал, что границы между его псевдонимами начали стираться и взаимопроникать друг в друга. Этот факт, возможно, и послужил для него причиной в дальнейшем записывать все работы под собственным именем.

### Herbert (1995 — наст. время)
Псевдоним, по которому большинство определяет творчество Мэттью. В середине 1990-х годов он выпустил серию 12"-синглов на лейбле Phono, позже собранных в альбоме 100lbs, тем самым, глубоко внедряясь в хаус-музыку, чтобы создать специфический набор звуков, который позже станет его визитной карточкой. С этого времени он начинает работать, совмещая материал собственного сочинения с заранее настроенным оборудованием (драм-машина).
Его музыкальный стиль приобретает чёткие очертания с приходом джазовой певицы Дани Сицилиано и одновременным выпуском альбома Around the House на Phonography, позже переизданный на Studio !K7. Релиз сочетает в себе танцевальные хаус-ритмы, звуки, производимые кухонной утварью, и вокал Дани. Начиная с этого времени, Мэттью решает менее привязываться к «танцполу» и более напирает на «сюжетность» своих композиций.
С выходом альбома Bodily Functions (2001) основным вопросом творчества стала проблематика существования человека в век безразличия. Музыка повествует о рождении, смерти и всём, что протекает между этими явлениями.

## Дискография

### Herbert
- 100 lbs (1996)
- Parts One Two and Three (1996)
- Parts Remixed (1996)
- Around the House (1998)
- Bodily Functions (2001)
- Secondhand Sounds: Herbert Remixes (2002)
- Scale (2006)

### Matthew Herbert
- Letsallmakemistakes (Globus Mix Vol. 5) (1995)
- Plat du Jour (2005)
- Score (2006)
- Recomposed: Mahler symphony X (2010)
- One One (2010)
- One Club (2009)
- One Pig (2011)
- The End of Silence (2013)

### Doctor Rockit
- The Music of Sound (1996)
- Indoor Fireworks (2000)
- Veselka’s Diner (2003)
- The Unnecessary History of Doctor Rockit (2004)

### The Matthew Herbert Big Band
- Goodbye Swingtime (2003)
- There’s Me and There’s You (2008)
- The State Between Us (2019)

### Radio Boy
- Wishmountain Is Dead, Long Live Radio Boy (1997)
- The Mechanics of Destruction (2001)

### Wishmountain
- Wishmountain (1998)
- Wishmountain Is Dead (1998)